# Lankasomatidae
Lankasomatidae är en familj av mångfotingar. Lankasomatidae ingår i ordningen vinterdubbelfotingar, klassen dubbelfotingar, fylumet leddjur och riket djur. Enligt Catalogue of Life omfattar familjen Lankasomatidae 10 arter. 
Kladogram enligt Catalogue of Life:
| Lankasomatidae | \| \| Lankasoma \| \| \| \| \| \| Nepalella \| \| \| \| |
|                | \| \| Lankasoma \| \| \| \| \| \| Nepalella \| \| \| \| |
|                | Lankasoma                                               |
|                |                                                         |
|                | Nepalella                                               |
|                |                                                         |